# Bijoux de famille de la CIA
Les « bijoux de famille »  de la CIA,, (anglais : CIA family jewels) est le nom d'une série de rapports détaillant des activités illégales, inappropriées et autrement sensibles menées par l'agence de renseignements américaine Central Intelligence Agency entre 1959 et 1973. William Colby, le directeur de la CIA qui reçoit ces rapports, les qualifie de « cadavres dans le placard de la CIA ». La plupart des documents sont rendus publics le 25 juin 2007, après plus de trois décennies de secret-défense,. L'organisation non gouvernementale National Security Archive avait déposé une demande d'accès aux documents en vertu de la loi sur la liberté de l'information quinze ans avant leur publication,.